# Indrechtach mac Lethlobair
Indrechtach mac Lethlobair (mort en  741) est le 22e roi Dál nAraidi en Ulaid (actuel Ulster)
Indrechtach est le fils de  Lethlobar mac Echach (mort en 709), un précédent souverain. Il est issu de la lignée de la dynastie régnante du Dál nAraidi, connue comme les Uí Chóelbad dont le pouvoir est établi autour de Mag Line, à l'est de la cité d'Antrim dans l'actuel comté d'Antrim. 
On ignore quand il s'impose dans le royaume de Dál nAraidi. La mort de Dub dá Inber mac Congalaig, roi des Cruithnes (titre utilisé pour désigner le roi de Dál nAraidi dans les annales à cette époque) est relevée en 727. Indrechtach figure également avant Cathussach mac Ailello (mort en 749) dans les « Listes de rois » et il est possible que ce dernier abdique son royaume en faveur d'Indrechtach lorsqu'il devient roi de l'ensemble de l'Ulaid en 735, ce qui placerait son règne entre 735 et 741.
Francis John Byrne estime cependant qu'il a eu un interrègne en Ulaid entre 735 et 750. Ce qui impliquerait un règne possible pour Indrechtach sur le Dál nAraidi de 727 à 741 si cela est exact, cela expliquerait sa position dans la liste des rois de Dál nAraidi.
Son fils Tommaltach mac Indrechtaig (mort en 790) sera roi de Dál nAraidi mais aussi de tous les Ulaid.

## Sources
- Annales d'Ulster sur  sur University College Cork
- (en)  Mac Niocaill, Gearoid (1972), Ireland before the Vikings, Dublin: Gill and Macmillan
- (en) Francis John Byrne (2001), Irish Kings and High-Kings, Dublin: Four Courts Press,  (ISBN 978-1-85182-196-9)
- (en) Charles-Edwards, T. M. (2000), Early Christian Ireland, Cambridge: Cambridge University Press,  (ISBN 0-521-36395-0)